# Stanley Williams
Stanley "Tookie" Williams (Shreveport, 29 de diciembre de 1953-Prisión Estatal de San Quintín, 13 de diciembre de 2005) fue un gángster estadounidense, uno de los fundadores de la famosa banda callejera estadounidense de los Crips. En 1981 fue condenado a muerte por matar de un disparo dos años antes al dependiente Albert Owens, y por el asesinato de los propietarios de un motel de Los Ángeles y la hija de ambos durante un atraco, también en 1979.
Una vez en prisión Williams, que nunca reconoció ser el autor de los crímenes, renunció a la violencia, escribió libros para jóvenes advirtiendo de los peligros de unirse a las bandas y fue el centro de atención de los medios de comunicación después de que sus seguidores le propusieran para el Premio Nobel de la Paz. Ese grupo pedía que su condena a muerte fuese conmutada por la cadena perpetua, para que desde la cárcel continuase con su labor social. Tras ingresar en prisión, Williams sufrió lo que él describía como una «transición redentora». Desde entonces se convirtió en un símbolo de esperanza y determinación para la juventud desfavorecida, especialmente mediante la publicación de una serie de libros para niños en los que hablaba de los peligros de la vida en las bandas.
El Estado de California ejecutó el 13 de diciembre de 2005 a Stanley Williams, después de que el gobernador, Arnold Schwarzenegger, no le concediese esa noche clemencia. En los últimos años, Williams se había convertido en todo un símbolo contra la pena de muerte. El caso ha desatado un debate sobre la pena capital y la posibilidad de redención como no se había visto desde hacía años en todo Estados Unidos.
Schwarzenegger dejó para el último momento su decisión sobre si le concedía o no clemencia y conmutaba la pena capital por la cadena perpetua, pero finalmente se negó. Williams, de 51 años de edad, murió tras recibir una inyección letal -una combinación mortal de productos químicos- en la prisión de San Quintín, en California. La ejecución comenzó 20 minutos más tarde de lo previsto debido a que los técnicos tuvieron dificultades en colocar la segunda de las dos agujas que se emplean para la inyección letal, hecho que pareció molestar a Williams, según los testigos. Stanley Williams tardó 13 minutos en morir.